# ウィルキー・コリンズ

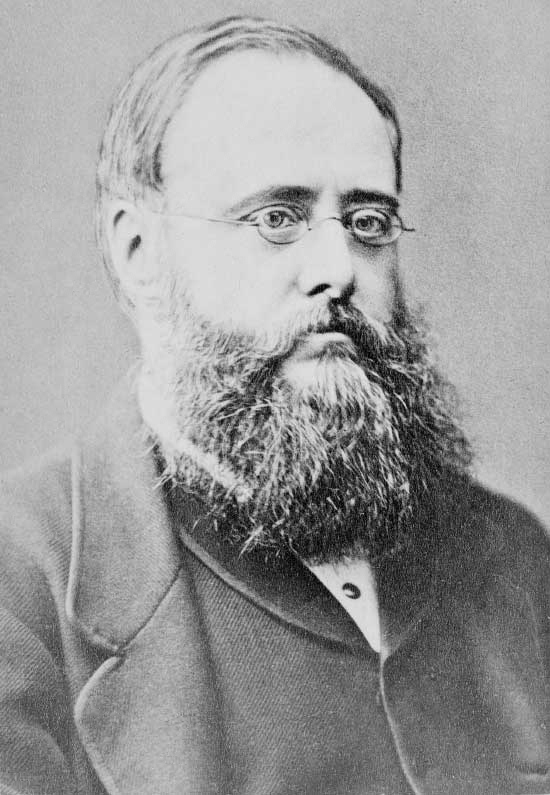
ウィルキー・コリンズ

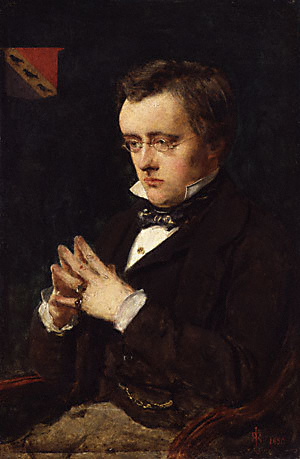
ウィルキー・コリンズ（1850年）

ウィリアム・ウィルキー・コリンズ（William Wilkie Collins, 1824年1月8日 - 1889年9月23日）は、イギリスの小説家、推理作家、劇作家である。ヴィクトリア朝の人気作家であり、初期の長編推理小説作家として重要である。
代表作に『白衣の女』（1860年、発表と同時に一大ブームを巻き起こした）、『月長石』（1868年）などがある。

## 経歴
1824年に高名な風景画家ウィリアム・コリンズの長男としてロンドンで生まれる。ロンドンの私立学校で数年を過ごした後、家族と共にイタリアへ移住する。17歳で紅茶商へ見習いに入るが、法学へ転向する。その後、父の宗教的な几帳面さや保守的な考えに反対し、文筆家として生きることを志す。処女作は1848年に出版された父ウィリアムの回想録である。その後、一時は画家を目指したこともあったが、処女小説『アントニア』を発表してからは本格的に作家としての道を歩み始めた。1851年に友人の紹介でチャールズ・ディケンズと知り合い、共に旅行などしつつ親交を深め、ディケンズの出版する雑誌『暮らしの言葉』などに定期的に寄稿した。ディケンズは後にコリンズの劇にも出演している。
1860年の『白衣の女』は記録的な大ヒットとなった。書店には購入を求める人々が列をなし、時の蔵相グラッドストーンがその続きを読みたいがために知人とのオペラ鑑賞をすっぽかしたほどである。さらに1868年に発表された『月長石』は最初期の長編推理小説として名高く、T・S・エリオットにより「最初の最大にして最良の推理小説」と絶賛された。
生涯結婚はせず、さまざまな浮き名を流した。キャロライン・グレーブスという女性とは家を建てて同居し、彼女の連れ子を育てた。また、マーサ・ルッドの私生児も援助して当時の社交界からは追放された。晩年は関節炎の鎮痛剤として服用した阿片に耽溺することになり、ドッペルゲンガーなどのさまざまな幻覚に悩まされた。幻覚で見た奇妙な人物は、晩年の作品にも登場している。晩年は時流にも取り残され、不遇であった。

## 作品
下記の『』内は『ウィルキー・コリンズ傑作選』全12巻の邦題（臨川書店、1999-2001年）。

### 長編
- 1850年 Antonina
- 1852年 『バジル』Basil
  - 「傑作選 1」北川依子・宮川美佐子訳
- 1852年 Mr Wray's Cash Box
- 1854年 Hide and Seek
- 1857年 The Dead Secret
- 1860年 『白衣の女』The Woman in White。※リンク先参照
- 1862年 『ノー・ネーム』No Name
  - 「傑作選 4・5・6」小池滋訳
- 1866年 『アーマデイル』Armadale
  - 「傑作選 6・7・8」横山茂雄・佐々木徹・甲斐清高訳
- 1868年 『月長石』The Moonstone。※リンク先参照
- 1870年 『夫と妻』Man and Wife
  - 「傑作選 9・10」松宮園子・横内一雄訳
- 1872年 Poor Miss Finch
- 1873年 The New Magdalen
- 1875年 『法と淑女』The Law and the Lady
  - 「傑作選 11」佐々木徹訳
- 1876年 The Two Destinies
- 1879年 The Fallen Leaves
- 1879年 『ならず者の一生』A Rogue's Life
  - 「傑作選 2」甲斐清高訳
- 1879年 My Lady's Money
- 1880年 『毒婦の娘』Jezebel's Daughter
  - 「傑作選 12」北條文緒訳
- 1881年 The Black Robe
- 1883年 Heart and Science
- 1884年 I Say No
- 1886年 The Evil Genius
- 1886年 The Guilty River
- 1889年 The Legacy of Cain
- 1999年 Ionani

### 短編集
- 1858年 A House to Let
- 1859年 The Queen of Hearts
  - 第六話「人を呪わば」中村能三　訳/世界推理短編傑作集1 江戸川乱歩　編　［創元推理文庫］
- 1887年 Little Novels
  - 牧師の告白 （ジェロメット嬢と牧師）
- 『夢の女・恐怖のベッド　他六篇』中島賢二訳、岩波文庫、1997年
- 『ウィルキー・コリンズ短編選集』北村みちよ編訳、彩流社、2016年。5作品

### 伝記
- リン・パイケット『ウィルキー・コリンズ　時代のなかの作家たち』白井義昭訳、彩流社、2016年